# پارک ملی شوشنسکی بور
پارک ملی شوشنسکی بور (انگلیسی: Shushensky Bor National Park) یک پارک ملی حفاظت‌شده در سرزمین کراسنویارسک کشور روسیه است.